# 江忞懿
江忞懿（英語：KONG Yvette Man-Yi，1993年1月18日—），香港女子游泳運動員，多項香港游泳紀錄保持者，女歌手連詩雅的表妹。擅長蛙泳，自13歲起已多次刷新50米、100米及200米蛙泳等香港紀錄，被傳媒譽為香港「蛙后」。她曾代表香港參加奧運會、亞運會、東亞運、亞室運、青奧運和亞青運等大賽，並贏得多面獎牌，亦曾當選2009年度香港傑出運動員選舉「最具潛質運動員」。

## 簡歷

### 早年及出道
江忞懿從3歲起習泳，到11歲時加入出名出產傑出泳手的德望小學暨幼稚園小學泳隊游泳，曾代表香港參加港、粵、澳、閩學界埠際賽，並連奪三面金牌。後來因游泳成績優異，被德望學校的宿敵挖角，轉校至另一學界的游泳強校拔萃女書院，多次代表學校外，亦多次刷新50、100及200米蛙泳的香港紀錄或分齡紀錄；其中，2006年她於13歲時就在港九區校際泳賽中泅出1分12秒58，刷新100米蛙泳的港績，又在2007年城市運動會中打破200米蛙泳的香港紀錄。

### 屢破蛙泳港績
2008年初，江忞懿為爭取北京奧運的參賽資格，多次刷新了200米蛙泳的香港紀錄，包括在中國游泳公開賽游出2分35秒45，以及在香港體育節京奧游泳計時賽游出2分34秒78，但仍未能達到2分33秒40的奧運達標時間。同年10月，江忞懿在港九區校際泳賽中泅出1分11秒30，打破自己兩年前保持的100米蛙泳香港紀錄，創下連續三年於學界賽打破香港紀錄的戰績，並助拔萃女書院取得「21連霸」偉業。11月，她又在世界盃短池賽瑞典站，以1分10秒61將紀錄再度刷新。

### 連奪大賽獎牌
2009年初，江忞懿因身體不適在校內暈倒，母親遂決定讓她休學，前赴澳洲散心休養，她因此成為首批新學制下、不用參加會考的中學生。江忞懿對此表示：「至少心理都會舒服一點，不用死背爛背，壓力較少，可以專心游水。」。3月，她在澳洲游出2分32秒81，把自己的200米蛙泳港績推前近兩秒。
同年7月，江忞懿代表香港參加在新加坡舉行的第一屆亞洲青年運動會，分別在200米蛙泳、100米蛙泳及4×100米混合泳接力贏得銀牌，後兩者更寫下新港績；她在50米泳賽僅得第四名，但亦以32秒84打破香港紀錄。8月，江忞懿在亞洲分齡游泳錦標賽掃走3銀四銅，其中在4×200米自由泳接力與隊友打破香港記錄。
同年10月，江忞懿代表香港參加在山東舉行的第11屆全國運動會，但因水土不服及患上感冒而未能游出佳績。她在回港後再戰港九區校際泳賽，先後刷新200米個人混合泳及200米蛙泳的香港紀錄，最終助女拔實現22連霸，個人則連續四年於學界賽打破香港紀錄，為自己的中學學界生涯畫上句號。
同年11月，江忞懿代表香港參加在越南舉行的第三屆亞洲室內運動會，在個人和接力項目共奪得5金1銀，她在100米蛙泳、4×100米混合泳接力及4×100米自由泳接力比賽皆打破香港短池紀錄。其中在100米蛙泳江忞懿更先在初賽刷新記錄，決賽則連同首50米的分段時間，一舉衝破50米、100米蛙泳記錄，以壓倒性優勢奪冠。賽後江忞懿正式一統六項長、短池蛙泳港績，為近代第一人。
月底，在短池游泳世界盃新加坡站江忞懿續保勇態，在50米、100米、200米蛙泳皆再刷新港績。賽後她馬不停蹄轉戰中國佛山舉行的亞洲游泳錦標賽，當中她在五個項目六破港績，包括在100米蛙泳決賽再次表演同時打破50米、100米蛙泳香港記錄，亦在出戰的全部三項接力創下新港績，最後共獲3面銅牌，為備戰東亞運打下强心針。
年底，江忞懿在主場出戰東亞運動會游泳比賽，先與韋漢娜、施幸余及歐鎧淳合作，以8分04秒86摘得女子4×200米自由泳接力銀牌兼打破港績，創下港泳隊於歷屆東亞運的最佳成績；其後又聯同蔡曉慧、施幸余及韋漢娜，以破香港紀錄時間4分03秒07，奪得女子4×100米混合泳銅牌。個人項目上她也在50米、200米蛙泳再次推前港績，可惜在100米、200米蛙泳皆雙雙屈居第四。
總結2009年，江忞懿在一年内25次打破香港紀錄，為歷年港將之最，這記錄保持到2017年才被回流的杜敬謙創下的27次所打破，江忞懿在年内所破的港績更橫跨12個項目，展現出全方位的表現。憑藉一連串的佳績，江忞懿在2009年度香港傑出運動員選舉獲選為「最具潛質運動員」，她亦被傳媒譽為香港新晉「蛙后」。年內，江忞懿亦從拔萃女書院轉校至美國國際學校，至翌年離開校園在家中自修，為求有更彈性的時間練水。

### 經歷漫長低潮期
江忞懿在接受訪問時表示：「其實由2009年12月到2015年12月，我的成績一直都沒突破，甚至是在後退。」
2010年，江忞懿先後入選香港代表隊，出戰新加坡舉行的青年奧運會和廣州舉行的亞運會，但最後都是空手而回；其中，總教練更讓年輕的馬希彤取代她出戰亞運會的女子4×100公尺混合式接力項目。
2011年，江忞懿赴美升學，入讀美國柏克萊大學，希望在身兼柏克萊及美國奧運女泳隊主教練麥姬花（Teri McKeever）的指導下，衝擊倫敦奧運100米蛙泳A標準（1分08秒49）。可惜她最終出戰奧運的夢想再度落空，她在期間做出的100米蛙泳最佳時間仍較奧運標準慢0.1秒。再次失落奧運的她開始失去對游泳的信心，甚至每次參加需要達標的比賽，她都會有陰影，就連美國國內的NCAA（National Collegiate Athletic Association）賽事，她都只能在入學第一年取得資格，之後三年也無法達標。
2013年，江忞懿在一次比賽後毅然決定退出泳隊三個月，並反思當初自己游泳的初衷。結果，在大學生活的最後兩年，她以另一種態度重新接觸游泳，重拾自己在泳池得到的快樂。

### 走出陰影 重拾狀態

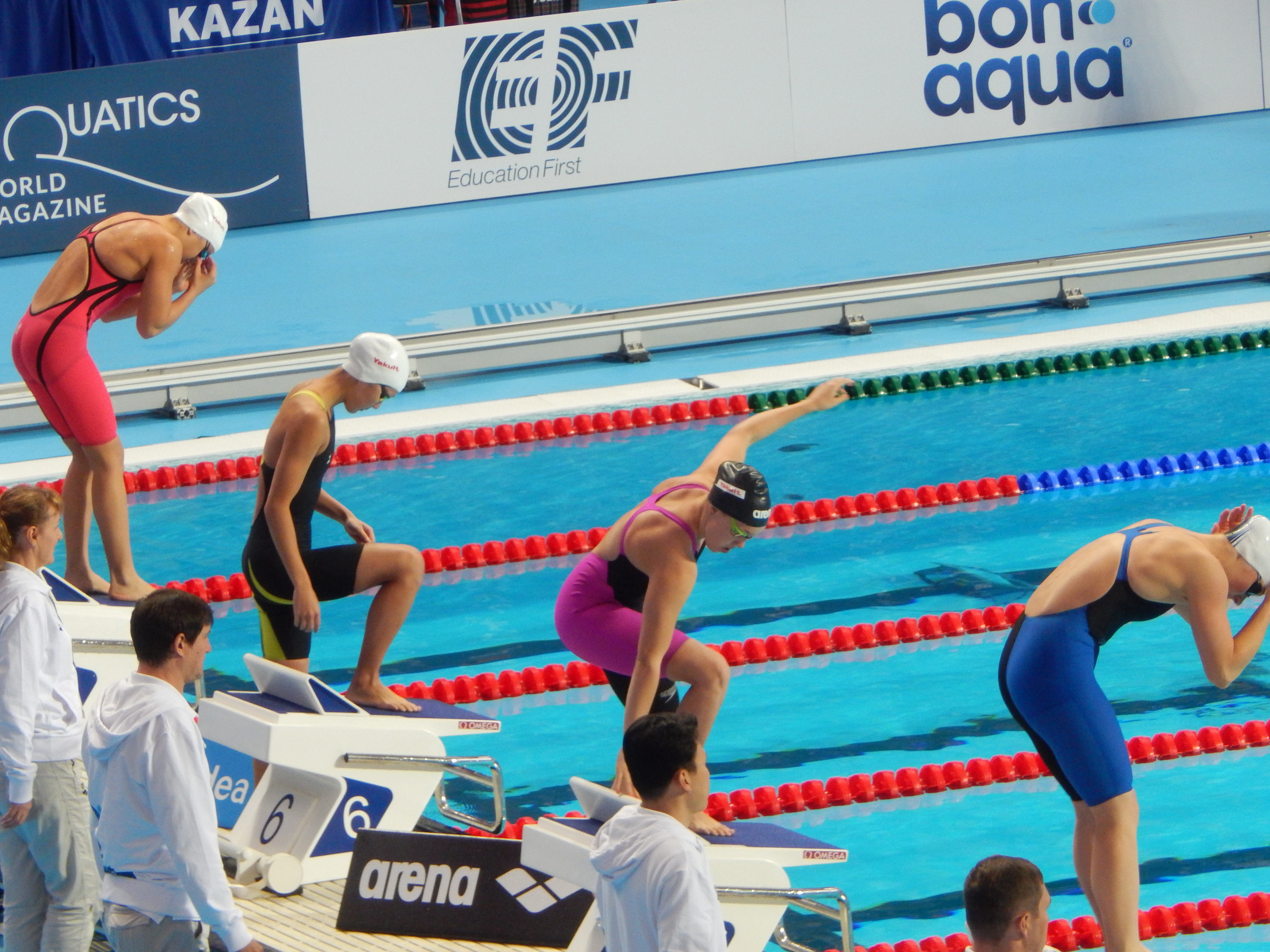
江忞懿（第6線）出戰2015年世界游泳錦標賽。

在逐步克服心理障礙後，江忞懿開始重拾比賽的信心。2014年9月，她代表香港參加在韓國仁川舉行的亞運會，與歐鎧淳、施幸余及何詩蓓合作在4×100米混合泳接力游出4分07秒15，獲得銅牌。
2015年12月，江忞懿在阿姆斯特丹游泳盃賽的50米蛙泳以游出31秒72奪得季軍，並打破由自己在2009年東亞運動會時創下、一直未能突破的港績；之後又在100米蛙泳決賽游出達奧運B標的1分08秒53。她表示自己在破紀錄一刻已不懂反應，因為自己在六年間從沒游過突破1分10秒，已差不多忘記游到好成績的感覺。這次突破讓她重新相信自己能力，再次燃起參加奧運的希望。

### 出戰里約奧運會
2016年3月，江忞懿出戰英國愛丁堡國際泳賽，在100米蛙泳初賽以1分08秒01刷新個人保持六年的香港紀錄，並以首名進入決賽；到晚上決賽更游出1分7秒88再次改寫港績及取得銀牌。同年4月，她在荷蘭公開賽100米蛙泳初賽游出1分07秒69，以近1秒之差打破香港紀錄，達到奧運A標，直接取得參加里約奧運會的入場券。
同年5月，江忞懿在馬來西亞公開賽中與施幸余、鄭莉梅和歐鎧淳合作出戰女子4×100米混合泳接力賽，游出4分3秒10的時間，在該項目世界排名第16位，扣除去年12支在世界游泳錦標賽直通奧運的隊伍後排名第4位，取得里約奧運女子4×100米混合泳接力餘下四個參賽席位之一。

## 游泳紀錄
江忞懿共47次打破香港游泳紀錄，包括11次刷新接力港績，現時保持著5項香港紀錄（曾保持12項）、1項青年紀錄（曾保持8項）、5項15-17歲分齡賽紀錄（曾保持8項）和1項11-12歲分齡賽紀錄（曾保持2項），她另曾保持9項13-14歲分齡賽紀錄。：
|                             |          | 項目                                                             | 時間     | 比賽日期         |
| 香港紀錄                    | 香港紀錄 | 香港紀錄                                                         | 香港紀錄 | 香港紀錄         |
| --------------------------- | -------- | ---------------------------------------------------------------- | -------- | ---------------- |
| 1                           | 長池     | 50米蛙泳                                                         | 31.60    | 2016年3月13日    |
| 2                           | 長池     | 100米蛙泳                                                        | 1:07.69  | 2016年4月9日     |
| 3                           | 長池     | 200米蛙泳                                                        | 2:27.96  | 2016年3月13日    |
| 4                           | 短池     | 100米蛙泳                                                        | 1:05.92  | 2009年11月21日   |
| 5                           | 短池     | 4×50米混合泳接力 （香港隊－歐鎧淳、江忞懿、陳健樂、施幸余）      | 1:48.79  | 2017年9月22日    |
| 曾保持香港紀錄              |          |                                                                  |          |                  |
| 1                           | 長池     | 200米混合泳                                                      | 2:17.80  | 2009年10月28日   |
| 2                           | 長池     | 4×100米四式接力 （香港隊－蔡曉慧、江忞懿、施幸余、韋漢娜）       | 4:03.07  | 2014年9月20-26日 |
| 3                           | 長池     | 4×200米自由泳接力 （香港隊－施幸余、韋漢娜、江忞懿、歐鎧淳）     | 8:04.86  | 2009年12月7日    |
| 4                           | 短池     | 50米蛙泳                                                         | 30.84    | 2015年12月17日   |
| 5                           | 短池     | 200米蛙泳                                                        | 2:28.20  | 2010年12月19日   |
| 6                           | 短池     | 4×100米四式接力 （香港隊－歐鎧淳、陳健樂、江忞懿、施幸余）       | 4:00.77  | 2016年3月12日    |
| 7                           | 短池     | 4×100米自由泳接力 （香港隊－江忞懿、蔡曉慧、劉彥恩、施幸余）     | 3:42.13  | 2009年11月5日    |
| 青年組別紀錄（16歲以下）    |          |                                                                  |          |                  |
| 1                           | 長池     | 100米蛙泳                                                        | 1:11.30  | 2008年10月17日   |
| 曾保持青年紀錄（16歲以下）  |          |                                                                  |          |                  |
| 1                           | 長池     | 200米蛙泳                                                        | 2:34.78  | 2008年4月20日    |
| 2                           | 長池     | 4×100米四式接力 （香港學校隊－劉彥恩、江忞懿、湯嘉珩、黎曉彤）   | 4:20.79  | 2008年7月14-20日 |
| 3                           | 長池     | 4×100米自由泳接力 （香港學校隊－江忞懿、劉彥恩、湯嘉珩、黎曉彤） | 3:56.46  | 2008年7月14-20日 |
| 4                           | 短池     | 50米蛙泳                                                         | 32.73    | 2009年1月11日    |
| 5                           | 短池     | 100米蛙泳                                                        | 1:10.61  | 2008年11月11日   |
| 6                           | 短池     | 200米蛙泳                                                        | 2:29.97  | 2008年3月16日    |
| 7                           | 短池     | 100米混合泳                                                      | 1:04.70  | 2007年3月17日    |
| 分齡賽紀錄（15-17歲）       |          |                                                                  |          |                  |
| 1                           | 長池     | 50米蛙泳                                                         | 31.82    | 2009年12月6日    |
| 2                           | 長池     | 100米蛙泳                                                        | 1:08.43  | 2009年11月27日   |
| 3                           | 長池     | 200米蛙泳                                                        | 2:31.65  | 2009年12月9日    |
| 4                           | 短池     | 50米蛙泳                                                         | 31.15    | 2009年11月21日   |
| 5                           | 短池     | 100米蛙泳                                                        | 1:05.92  | 2009年11月21日   |
| 曾保持分齡賽紀錄（15-17歲） |          |                                                                  |          |                  |
| 1                           | 長池     | 200米混合泳                                                      | 2:17.80  | 2009年10月28日   |
| 2                           | 短池     | 200米蛙泳                                                        | 2:28.20  | 2010年12月19日   |
| 3                           | 短池     | 100米混合泳                                                      | 1:03.16  | 2009年11月22日   |
| 曾保持分齡賽紀錄（13-14歲） |          |                                                                  |          |                  |
| 1                           | 長池     | 50米蛙泳                                                         | 33.77    | 2007年10月20日   |
| 2                           | 長池     | 100米蛙泳                                                        | 1:12.58  | 2006年10月20日   |
| 3                           | 長池     | 200米蛙泳                                                        | 2:35.65  | 2007年10月20日   |
| 4                           | 短池     | 50米自由泳                                                       | 26.47    | 2007年3月18日    |
| 5                           | 短池     | 100米自由泳                                                      | 56.82    | 2007年3月17日    |
| 6                           | 短池     | 50米蛙泳                                                         | 33.06    | 2007年3月18日    |
| 7                           | 短池     | 100米蛙泳                                                        | 1:10.69  | 2006年3月18日    |
| 8                           | 短池     | 200米蛙泳                                                        | 2:32.68  | 2007年3月18日    |
| 9                           | 短池     | 100米混合泳                                                      | 1:04.70  | 2007年3月17日    |
| 分齡賽紀錄（11-12歲）       |          |                                                                  |          |                  |
| 1                           | 短池     | 100米蛙泳                                                        | 1:12.54  | 2005年12月18日   |
| 曾保持分齡賽紀錄（11-12歲） |          |                                                                  |          |                  |
| 1                           | 短池     | 50米蛙泳                                                         | 34.03    | 2006年1月15日    |
| 2                           | 短池     | 200米蛙泳                                                        | 2:39.86  | 2005年3月20日    |

## 榮譽
- 香港傑出運動員選舉

「香港最具潛質運動員」（2009年）